# Arrondissement Pau
Pau is een arrondissement van het Franse departement Pyrénées-Atlantiques in de regio Nouvelle-Aquitaine. De onderprefectuur is Pau.

## Kantons
Het arrondissement was tot 2014 samengesteld uit de volgende kantons:
- Kanton Arthez-de-Béarn
- Kanton Arzacq-Arraziguet
- Kanton Billère
- Kanton Garlin
- Kanton Jurançon
- Kanton Lagor
- Kanton Lembeye
- Kanton Lescar
- Kanton Montaner
- Kanton Morlaàs
- Kanton Nay-Est
- Kanton Nay-Ouest
- Kanton Orthez
- Kanton Pau-Centre
- Kanton Pau-Est
- Kanton Pau-Nord
- Kanton Pau-Ouest
- Kanton Pau-Sud
- Kanton Pontacq
- Kanton Salies-de-Béarn
- Kanton Thèze

Na de herindeling van de kantons bij decreet van 25 februari 2014, met uitwerking op 22 maart 2015, zijn dat :
- Kanton Artix et Pays de Soubestre
- Kanton Billère et Coteaux de Jurançon ( deel 4/5 )
- Kanton Le Coeur de Béarn  ( deel 15/47 )
- Kanton Lescar, Gave et Terres du Pont-Long
- Kanton Orthez et Terres des Gaves et du Sel  ( deel 20/40 )
- Kanton Ouzom, Gave et Rives du Neez
- Kanton Pau-1
- Kanton Pau-2
- Kanton Pau-3
- Kanton Pau-4
- Kanton Pays de Morlaàs et du Montanérès
- Kanton Terres des Luys et Coteaux du Vic-Bilh
- Kanton Vallées de l'Ousse et du Lagoin